# Prionyx reymondi
Prionyx reymondi là một loài côn trùng cánh màng trong họ Sphecidae, thuộc chi Prionyx. Loài này được Roth miêu tả khoa học đầu tiên năm 1954.